# WTA de Chenai
O WTA de Chenai – ou Chennai Open, na última edição – foi um torneio de tênis profissional feminino, de categoria WTA 250.
Realizado em Chenai, no sul da Índia, estreou em 2022 e não voltou no ano seguinte. Os jogos eram disputados em quadras duras durante o mês de setembro.

## Finais

### Simples
| Ano  | Campeã            | Vice-campeã   | Resultado     |
| ---- | ----------------- | ------------- | ------------- |
| 2022 | Linda Fruhvirtová | Magda Linette | 4–6, 6–3, 6–4 |

### Duplas
| Ano  | Campeãs                          | Vice-campeãs                    | Resultado |
| ---- | -------------------------------- | ------------------------------- | --------- |
| 2022 | Gabriela Dabrowski Luisa Stefani | Anna Blinkova Natela Dzalamidze | 6–1, 6–2  |